# گورنی کوریتن
گورنی کوریتن (به بلغاری: Gorni Koriten) یک منطقهٔ مسکونی در بلغارستان است که در شهرستان ترکلیانو واقع شده‌است.